# St. Leonhard am Forst (Herrschaft)
Die Herrschaft St. Leonhard am Forst war eine Grundherrschaft im Viertel ober dem Wienerwald im Erzherzogtum Österreich unter der Enns, dem heutigen Niederösterreich.

## Ausdehnung
Die Herrschaft besteht weiters aus den Herrschaften Peillenstein und Zwerbach, dem Gut Grabenegg, dem Amt Knocking und dem Zinsenhof. Sie umfasste zuletzt die Ortsobrigkeit über Aichbach, Apfaltersbach, Au, Brandstatt bei Au, Dankelsbach, Diendorf, Etzen, Fachelberg, Fittenberg, Fohra, Fohregg, Forsthub, Gatzen, Graben, Grabenegg, Geigenberg, Grimegg, Grub bei Karbach, Grub bei Zwerbach, Kaindorf, Harbach, Kochstraß, Hohenthann, Hofstetten, Hörgerstall, Hub, Hub bei Zwerbach, Kagelsberg, Kalcha, Kerndl, Roth, Kühberg bei Ruprechtshofen, Lachau, Latzerthal, Lehen, St. Leonhard am Forst, Löbersborf, Lunzen, Nacht, Naspern, Neusiedl bei St. Leonhard, Oed bei Ruprechtshofen, Pirrach, Pöllendorf, Reith bei Schönbuch, Riegers, Rieesdorf, Rottenhof, Ruprechtshofen, Sandeben, Sienhof, Simhof, Schlatten, Schweining, Schönbuch, Steghof, Steinbach, Thal am Forst, Urbach, Vornholz, Weghof, Wies, Ziegelstadl bei St. Leonhard, Zinsenhof und Zwerbach. Der Sitz der Verwaltung befand sich in St. Leonhard.

## Geschichte
Der letzte Inhaber der Fideikommissherrschaft war Kaiser Ferdinand I. Nach den Reformen 1848/1849 wurde die Herrschaft aufgelöst.